# Claudio Villa (fumettista)
Claudio Villa (Lomazzo, 31 ottobre 1959) è un fumettista e illustratore italiano.

## Biografia
Dopo il liceo artistico frequenta lo studio di Franco Bignotti (Mister No, Zagor, Martin Mystère) dove impara e affina la tecnica del fumetto.
Il suo esordio professionale avviene nel 1980 con le edizioni L.U.G. con la miniserie in sei episodi Enguerrand e Nadine. Per la stessa casa editrice passa alla fantascienza con la rivisitazione di un personaggio già disegnato anni prima da Lina Buffolente: Gun Gallon, di cui completa quattro episodi.
Nel 1982 approda alla Sergio Bonelli Editore e viene aggiunto allo staff di Martin Mystère. Dopo quattro episodi viene chiamato a disegnare il personaggio più famoso della casa editrice milanese: Tex. Nel 1986 la casa editrice gli affida lo studio dell'immagine di un nuovo personaggio ideato da Tiziano Sclavi: Dylan Dog. Villa ricoprirà anche il ruolo di copertinista ufficiale della serie fino al numero 41. Successivamente l'editore milanese gli affiderà anche l'ideazione grafica di un altro personaggio: Nick Raider ideato da Claudio Nizzi e uscito nel 1988.
Nel 1994 gli viene assegnato, in sostituzione di Galep, il prestigioso incarico di copertinista ufficiale di Tex, di cui ha realizzato anche alcuni episodi, uno dei quali (il numero 501 intitolato Mefisto!, luglio 2002), ha visto il ritorno del più grande nemico di Tex: Mefisto.
Nel 1996 realizza (sceneggiatura e disegni) con Claudio Baglioni il fumetto Le vie dei colori, ispirato dall'omonima canzone del cantautore romano, con protagonista Dylan Dog. Pubblicata per la prima volta su Tutto Musica e Spettacolo (ottobre), in seguito è stata ristampata in Dylan Dog Superbook n. 23 (settembre 2002).
Nel 2006, su testi di Tito Faraci, ha disegnato una storia con protagonisti personaggi Marvel Comics, prodotta direttamente dall'italiana Marvel Italia (Panini Comics): Devil & Capitan America: Doppia Morte, pubblicata in doppia versione, edizione cartonata in formato francese in bianco e nero e in edizione brossurata in formato americano a colori (con i colori di Fabio D'Auria). Dal 2007 al 2011 gli viene assegnato l'incarico di realizzare tutte le copertine della Collezione storica a colori, progetto del Gruppo Editoriale L'Espresso in collaborazione con la Bonelli, compito cui si dedicherà quasi esclusivamente per tutto il periodo. Terminata l'iniziativa, Villa riprende anche a disegnare tavole destinate a un albo Speciale di Tex, cui stava già lavorando assieme allo sceneggiatore Mauro Boselli e che era rimasto fermo per gli impegni da copertinista. L'albo vedrà la luce nel novembre 2019 pubblicato prima in volume e successivamente nel classico formato degli Speciali.
È anche autore di copertine per edizioni straniere dei fumetti Bonelli e di Sessanta giorni a Palermo, che narra le vicende degli ultimi giorni di Giovanni Falcone e Paolo Borsellino.

## Premi e riconoscimenti
Ha vinto il premio ANAFI, assegnato tramite referendum fra i soci, come "miglior disegnatore" nel 1993  e nel 2007, mentre nel 1995 gli è stato assegnato il premio della giuria "per aver saputo, nell'ereditare dal maestro Galep le copertine di Tex, mantenerle nel classico alveo della tradizione figurativa western, rivitalizzandone però i parametri in modo da renderle al tempo stesso moderne".
Nell'autunno del 2010 riceve il Romics d'oro conferitogli in occasione dell'omonima rassegna fumettistica.

## Opere

### Fumetti
- Enguerrand e Nadine (1980)

- Gun Gallon

- Martin Mystere (dal 1982)
  - numeri 11, 12, 21, 22, 30, 31, 38, 39, 40.

- Dylan Dog (dal 1986)
  - Copertinista serie regolare fino al n. 41, poi copertinista del n. 400.
  - Copertinista Dylan Dog SuperBook
  - Copertinista Speciale Dylan Dog n. 1, 2, 3
  - Copertinista Dylan Dog Color Fest 18
  - Dylan Dog Gigante n. 7
  - Dylan Dog SuperBook dal n.1 al n.75

- Nick Raider (creatore grafico)

- Tex (dal 1986)
  - Copertinista serie regolare dal n. 401
  - Copertinista serie MaxiTex dal n° 2
  - Copertinista serie Almanacco del West
  - Copertinista serie Tex Magazine
  - Copertinista serie Color Tex estivo.
  - Copertinista serie Tex di Repubblica
  - Disegnatore numeri 311, 312, 328, 329, 330, 354, 355, 356, 357, 381, 382, 383, 384, 423, 424, 425, 501, 502, 503, 504, Tex Speciale 35

- Le vie dei colori (1996)

- Devil & Capitan America – Doppia Morte   (2006)